# Dolichurus astos
Dolichurus astos (лат.) — вид ос рода Dolichurus из семейства Ampulicidae.

## Распространение
Австралия (Квинсленд, Новый Южный Уэльс).

## Описание
Среднего размера осы (длина до 17 мм, крупнейшие в составе своего рода), в основном чёрного цвета. Усики и передние ноги оранжево-коричневые, средние и задние ноги - коричневые. На лбу имеется выступ, к которому прикрепляются усики. Усики самок 12-члениковые, у самцов — 13-члениковые. Переднеспинка широкая; нотаули развиты. Брюшко в основании широкое, в передних крыльях по 3 радиомедиальные ячейки.
Предположительно, как и другие виды своего рода, охотятся на тараканов, которых жалят, парализуют и откладывают на них свои яйца.